# 劉覲文
劉覲文（1571年—1607年），字叔熙，號體寰，直隶鎮江府丹徒县人，明朝政治人物。同进士出身。

## 生平
十二月二十一日生，治诗经。萬曆二十二年甲午科應天府鄉試第五十二名舉人，二十三年（1595年）乙未科會試第六名，廷試二甲第八名进士，兵部觀政，本年六月授直隶開州知州，二十四年丁母憂，二十七年復補河南汝州。以卓异纪录。萬曆二十七年八月，同乡华钰以得罪湖广税监陈奉被逮，经过汝州，觐文在郊外宴请華钰，慷慨祝酒说：德夫好为之，慎无负所学。之后擢升禮部儀制司员外郎，三十四年六月奉命存问前首辅申时行，告病归乡，萬曆三十五年卒于家，年仅三十七。

## 家族
曾祖劉昌。祖劉峰。父劉士賢，贡士。母莊氏。慈侍下。兄宪文、炳文。弟懋文。娶華氏。子劉輝祖。